# Соловьёв, Кирилл Алексеевич
Кирилл Алексеевич Соловьёв (30 марта 1890, Одесса, Херсонская губерния — 9 сентября 1966, Москва) — советский искусствовед, музейный деятель, краевед, исследователь русской архитектуры. Доктор искусствоведения (1949), профессор (1950). Директор Останкинского дворца-музея (1941—1957), заведующий кафедрой истории искусства в МВХПУ (бывшего Строгановского).

## Биография
Родился 30 марта 1890 года в Одессе. В 1917 году окончил историко-филологический факультет Московского университета.
В 1921—1929 годах занимал должность директора краеведческого музея в Дмитрове. Там он организовал комплексное изучение края, создав экспозицию, посвящённую народным промыслам, археологии и истории региона.
В 1927 году окончил высшие литературные курсы. Во второй половине 1920-х годов К. А. Соловьёв преподавал музееведение на Высших музейных курсах Наркомпроса РСФСР, но в 1929 году был арестован по «делу Промпартии» и освобождён лишь в 1933 году. В 1933—1934 годах принимал участие в организации экспозиции Дворца техники в Москве.
Затем его жизнь оказалась тесно связана с Останкинским дворцом-музеем, где он с 1934 года работал консультантом, а с 1935 года — заместителем директора по науке. В 1941—1957 годах он возглавлял музей, руководил реставрацией дворца и превратил его в Музей творчества крепостных, сделав акцент на изучении искусства и архитектуры.
Под его руководством Останкино изменило профиль: если раньше это был историко-бытовой музей, то теперь — центр исследования искусства XVIII—XIX веков. К. А. Соловьёв глубоко изучал коллекции дворца, особенно осветительные приборы, что стало темой его докторской диссертации (1948). Заведовал кафедрой истории искусств в Московском художественно-промышленном училище (бывшем Строгановском), опубликовал около 100 работ по истории искусства. Вместе с женой, кандидатом искусствоведения Н. А. Елизаровой, он подготовил трёхтомник «Останкино». Выпустил монографии по русской осветительной арматуре, паркету и художественному металлу.
В 1952 году вступил в КПСС. В 1956 году окончил Университет Марксизма-Ленинизма. В 1963 году вступил в Союз архитекторов СССР.
Жил во флигеле на территории усадьбы «Останкино» (1-я Останкинская улица, дом 7). Умер 9 сентября 1966 года.

## Сочинения
- Промыслы Дмитровского края. — Дмитров, 1924.
- Методика экспозиционной работы // Советский музей. — 1935. — № 5.
- Останкино. — М., 1958.
- История художественного металла Древнего мира. — М., 1963.